# Манюня: Новогодние приключения
«Манюня: Новогодние приключения» — российский новогодний приключенческий фильм режиссёра Армана Марутяна, снятый по мотивам книг Наринэ Абгарян и её воспоминаний из её детства. Действие фильма происходит после третьего сезона сериала «Манюня»
30 мая 2024 года вышло продолжение фильма «Манюня: Приключения в Москве».

## Сюжет
Наринэ пишет свой дневник ностальгируя по снегу, так как скоро Новый год, но при этом снег так и не выпал, поскольку в Армении иногда бывает аномальная зима из-за чего снег в их стране может не выпасть зимой. Родители Манюни и Наринэ вместе с Ба решили поехать в горы в один домик знакомого друга отца Манюни, так как владельца дома там пока что не будет. Пока они собирались Ба собрала столько тёплых вещей и еды на что Михаил чуть ли не спорил с Ба. Еле упаковав весь фургон с вещами они очень медленно поехали в лес, но по дороге Ба случайно вспомнила, что она забыла выключить утюг дома и пришлось возвращаться. К счастью утюг был выключен и Ба напрасно переживала. Они дальше поехали в лес, но по дороге Манюня захотела выйти, но её испугал дикий медведь, который на самом деле оказался безобидной собакой.
Семьи Шац и Абгарян приезжают к домику в горах, но он оказался совсем не таким, каким девочки его себе представляли. Они надеялись, что это будут прекрасные хоромы, но оказался старый и потрёпанный дом с плесневелым хлебом. Родители и Ба решили прибраться в доме и привести его в порядок, а девочек они попросили пока погулять и поиграть на улице, что они и сделали. Заодно они вырезали из картона снеговика, так как снега всё ещё не было. Когда Манюня, Наринэ и Карина наигрались и вернулись в дом, внутри уже было чисто и была вкусная еда. Внезапно в этот самый дом пришёл знакомый друг Михаила, который и жил тут. Это был старый знакомый директор пионерлагеря «Колагир» Гарегин Сергеевич вместе со своим внуком, который сначала показался настоящим хулиганом, который портил всё девочкам, за что те в один раз решили проучить его. Гарегин объяснил, что он не хотел возвращаться в этот дом, но дороги перекрыли из-за ремонтных работ и поэтому он в этом году решил вместе с внуком вернуться провести Новый год в доме на горе. Ба не понравилась дружеская компания с Гарегином и она решила вместе с семьями вернуться домой посреди ночи. Однако они не смогли проехать дальше из-за дорожных работ и из-за того, что 
рабочие отдыхают ночью. Даже Ба со своими угрозами не смогла их заставить работать быстрее и пропустить их. Пришлось вернуться обратно в дом и провести ночь там. Лишь девочки плохо спали из-за храпа Ба. На следующий день все не могли выспаться кроме Ба и Гарегина.
Гарегин начал приставать к Ба с советами, что всё то, что она делает, негоже для женщин. Это сначала раздражало Ба, но потом она постепенно привыкала к нему и они начали испытывать симпатию друг к другу. Девочки и внук испугались, что их дружба может перерасти в свадьбу и что после свадьбы они не только будут жить вместе, но и сделают их жизни хуже. Дети решили объединиться и поссорить Ба с Гарегином. Юрий и Михаил в это время поехали на рынок за ёлкой, но из-за дефицита и дорожных работ никто новых ёлок не приносил и поэтому они ничего не купили. Тогда они решили поехать в лес и сами добыть пару ёлок. Одну для себя в доме, а другую для девушки, с которой познакомился Михаил на рынке и от которой он получил адрес на бумажке, которую Ба нашла в кармане его куртки и сожгла от зависти.
Девочки и внук незаметно ссорят Ба с Гарегином, подлив острый соус в еду и связав шнурки на обуви. План удаётся и пожилые поссорившись друг с другом решают разойтись. Гарегин берёт внука и уезжает вместе с ним на машине. Однако они не уехали далеко, так как двигатель заглох. Когда Гарегин посмотрел, что с двигателем, ему на лицу плеснуло вареньем. Оказалось, что Ба незаметно налила варенье в двигатель машины, чтобы тот никуда не уезжал, а остался с ней. Девочки узнают от внука, что у него есть родители, но они находятся в командировке и не могут приехать домой, чтобы встретить Новый год вместе с ним. Из-за этого он всегда живёт с дедушкой. Также дети замечают с чердака через окно на одной из гор домик с неким человеком с мешком. Они ошибочно предполагают, что это скорее всего людоед, который периодически спускается с гор и ест непослушных детей.
В это время в лесу Юрий и Михаил находят две ёлки, но заблудились и долгое время не могли найти выход из леса. В по дороге Михаил упал и подвернул ногу, которую Юрий помог залатать. Неожиданно появились светлячки, которые вылечили Михаилу ногу и проводили их до автомобиля, на котором они поехали в больницу. Там Михаила обследует та же самая девушка, с которой он встретился на рынке и оказалось, что она хотела ёлку в больницу, чтобы порадовать пациентов. Юрий и Михаил помогли ей не только поставить ёлку в больничной палате с пациентами, но и украсили её различными медицинскими вещами вместо ёлочных игрушек. После этого они втроём поехали к дому на горе встречать вместе Новый год.
Ближе к полуночи к ним в дом вошёл тот самый страшный людоед в чёрном костюме, которых девочки испугались. Однако когда на часах пробило полночь, оказалось, что это на самом деле был сам Дед Мороз, который принёс для девочек и мальчика подарки, а потом вместе со своим домом с соседней горы, улетел на санях с оленями, попрощавшись с семьями Шац и Абгарян. Последние провожают Деда Мороза взглядами и начинают верить в настоящее волшебство Нового года. Помимо подарков Дед Мороз также превратил обычную икру в банке с водой в настоящих рыб, которых девочки засунули туда, думая, что из икры, которой родители их угостили, могут вылупиться рыбки. На этом Наринэ заканчивает писать свой дневник.

## В ролях
| Актёр              | Роль                     |
| ------------------ | ------------------------ |
| Екатерина Темнова  | Манюня Шац               |
| Карина Каграманян  | Наринэ Абгарян           |
| Каринэ Мнацаканян  | Карина Абгарян           |
| Джульетта Степанян | Роза Иосифовна Шац, «Ба» |
| Мариам Мано        | Надежда Абгарян          |
| Арман Навасардян   | Михаил Шац               |
| Армен Маргарян     | Юрий Абгарян             |
| Грант Тохатян      | Гарегин Сергеевич        |

## Производство
2 декабря 2023 года исполнители главных ролей в кинотеатре «Октябрь» в Москве презентовали данный фильм.

## Премьера
Премьера фильма состоялась в обычных кинотеатрах 14 декабря 2023 года, а в онлайн кинотеатрах Okko 19 января 2024 года.

## Продолжение
Сразу после премьеры фильма «Манюня: Новогодние приключения» начались съёмки второго фильма Манюня: Приключения в Москве, где действие будет происходить в Москве. Данный фильм стал кинодебютом для юмориста Евгения Петросяна.
Премьера второго фильма в мировом прокате состоялась в кинотеатрах с 30 мая 2024 года, в то время как в Москве премьера была 26 мая в кинотеатре «Октябрь».